# Mathías Suárez
Ne pas confondre avec le footballeur argentin Matías Suárez.
Mathías Sebastián Suárez Suárez, né le 24 juin 1996 à Montevideo (Uruguay), est un footballeur international uruguayen évoluant au poste de défenseur.
Suárez est formé au Defensor SC avec lequel il commence sa carrière professionnelle en 2013. En décembre 2018, il quitte le club uruguayen pour Montpellier qui le prête au Nacional en janvier 2020 puis au Montevideo City Torque en février 2022. Passé par les équipes jeunes, il est international uruguayen depuis 2018.

## Biographie

### En club

#### Defensor SC
Formé au Defensor SC, Suárez fait ses débuts professionnels le 15 décembre 2013, contre le club de River Plate. 
Il joue avec le Defensor SC plus de 100 matchs en première division uruguayenne, et participe à la Copa Libertadores et à la Copa Sudamericana.

#### Montpellier HSC
Le 2 janvier 2019, Suárez s'engage en faveur du Montpellier HSC pour quatre saisons. Il dispute son premier match de Ligue 1 le 3 février 2019 contre le Nîmes Olympique, titularisé d’emblée par Michel Der Zakarian. Peu de temps avant la mi-temps, Suárez heurte violemment le gardien nîmois Paul Bernardoni et se casse trois côtes.

### En équipe nationale
Avec les moins de 17 ans, il participe à la Coupe du monde des moins de 17 ans en 2013. Lors de cette compétition organisée aux Émirats arabes unis, il joue cinq matchs. L'Uruguay s'incline en quart de finale face au Nigeria.
Par la suite, avec les moins de 20 ans, il dispute lors de l'année 2015 le championnat de la CONCACAF des moins de 20 ans, puis la Coupe du monde des moins de 20 ans. Lors du mondial junior organisé en Nouvelle-Zélande, il joue quatre matchs, inscrivant un but contre le Mexique lors du premier tour. L'Uruguay s'incline en huitièmes de finale face au Brésil, après une séance de tirs au but.
Suárez est ensuite convoqué avec l'équipe d'Uruguay des moins de 22 ans pour disputer les Jeux panaméricains. Participant à cinq rencontres, il aide son pays à remporter la compétition face au Mexique.
Le 16 novembre 2018, Suárez honore sa première sélection face au Brésil, où il est titularisé d'emblée. Les joueurs uruguayens s'inclinent sur le score de 1-0. Quatre jours plus tard, il joue contre la France, où  l'Uruguay s'incline à nouveau sur le score de 1-0,.

### Vie privée
Son frère Damián est également footballeur professionnel, au Getafe CF.

## Palmarès
En sélection nationale
- Uruguay -22 ans
  - Jeux panaméricains : Vainqueur en 2015.